# Partido Independiente Obrero
El Partido Independiente Obrero fue un partido político costarricense de izquierda. Se fundó el 11 de julio de 1973 y se disolvió el 22 de febrero de 2007. Participó en las elecciones presidenciales del 2002 postulando al abogado Pablo Galo Angulo Casasola quien obtuvo 801 votos siendo el menos votado de todos los trece candidatos. Entre sus candidatos a diputado, como primer lugar por Alajuela estuvo el periodista José Manuel Romero Mora, coautor del libro El Caso Chemise. En las elecciones municipales de 2002 obtuvo un único alcalde en el cantón de La Unión, Guillermo Zúñiga Trigueros.